# Orikhiv (huyện)
Huyện Orikhiv (tiếng Ukraina: Оріхівський район, chuyển tự: Orikhivs’kyi raion) là một huyện của tỉnh Zaporizhia thuộc Ukraina. Huyện Orikhiv có diện tích 1598 kilômét vuông, dân số theo điều tra dân số ngày 5 tháng 12 năm 2001 là 54183 người với mật độ 34 người/km2. Trung tâm huyện nằm ở Orikhiv.